# Месхиев, Дмитрий Давыдович
Дми́трий Дави́дович Ме́схиев (25 декабря 1925, Тифлис — 16 апреля 1983, Ленинград) — советский оператор-постановщик киностудии «Ленфильм», заслуженный деятель искусств РСФСР (1976).

## Биография
Родился в Тифлисе (ныне Тбилиси) в грузинской семье. С юности всерьёз занимался живописью.
В 1951 году окончил операторский факультет ВГИКа (мастерская Александра Гальперина). Его учителем был Александр Москвин, и в дальнейшем Месхиев старался развивать традиции, заложенные им.
Режиссёром дипломного фильма «Виноград Кахетии» стал земляк и старый друг Месхиева Лев Кулиджанов, съёмки проходили в Кахетии; из-за т.н. периода малокартинья студентов «прикрепили» к съёмочной группе Семёна Долидзе, который в то время был занят постановкой масштабного фильма о Грузии.
Дебютировал в качестве ассистента оператора на съёмках картины «Над Неманом рассвет» (1953) киностудии «Ленфильм», где проработал всю жизнь.
Жена — кинорежиссёр Наталья Владимировна Трощенко (1933—1986). Дети: сын — кинорежиссёр Дмитрий Месхиев (род. 1963), дочь — художник-гримёр Екатерина Месхиева (1956—2009).

## Отзывы и рецензии
Операторское мастерство Дмитрия Месхиева отмечено в рецензиях ко многим фильмам, в которых он участвовал. Так, киновед Яков Бутовский, рассказывая о кинодебюте Месхиева в картине «Над Неманом рассвет» (1953), куда он был приглашён ассистентом оператора, отмечает, что первые же сделанные им светотехнические расчёты оказались точными.
Кинокритик Нея Зоркая («Советский экран»), анализируя ленту «Драма из старинной жизни», обращает внимание на то, что попытки воссоздать красоту усадебного «ампира» оказались для оператора успешными: в кадрах «порой проступают то композиция портретов Рокотова или Боровиковского, то строгие контуры старинной гравюры».
Режиссёр Илья Авербах, работавший с Месхиевым на двух фильмах, в том числе «Монологе», вспоминает, что этому оператору очень шло слово «мастер». Во время съёмок он походил на писателя, одержимого «тайным желанием сотворить чудо из цвета, света, живого человеческого лица, игры фактур, линий, теней».
Наталия Адаменко, разбирая работу оператора в ленте «Долгая счастливая жизнь», приходит к выводу, что за счёт изменения освещённости, точек съёмки, композиционных акцентов «интерьер начинает „дышать“». В фильме «Помни, Каспар…» во главу угла ставится диалогичность, и для её изображения Месхиев использует метод двойного портрета. Разный характер освещения героев, лёгкая высвеченность одного и тёмный силуэт другого, переплёт рамы посреди кадра — эти и другие приёмы усиливают заданную в картине «тему любви и тему разобщённости».

## Фильмография
- 1955 — Максим Перепелица
- 1956 — Приключения Артёмки
- 1957 — Смерть Пазухина
- 1957 — Шторм
- 1958 — Под стук колёс
- 1960 — Дама с собачкой
- 1960 — Кроткая
- 1961 — Полосатый рейс
- 1962 — Чёрная чайка
- 1963 — Знакомьтесь, Балуев
- 1964 — Помни, Каспар…
- 1966 — Два билета на дневной сеанс
- 1966 — Долгая счастливая жизнь
- 1968 — Всего одна жизнь
- 1970 — Угол падения
- 1971 — Драма из старинной жизни
- 1972 — Игрок
- 1972 — Монолог
- 1975 — Доверие
- 1975 — Звезда пленительного счастья
- 1976 — Сентиментальный роман
- 1976 — Труффальдино из Бергамо
- 1978 — Уходя — уходи
- 1978 — Человек, которому везло
- 1979 — Путешествие в другой город
- 1980 — Ты должен жить
- 1980 — Холостяки
- 1981 — Други игрищ и забав